# Potamogeton chongyangensis
Potamogeton chongyangensis là một loài thực vật có hoa trong họ Potamogetonaceae. Loài này được W.X.Wang miêu tả khoa học đầu tiên năm 1984.